# Port Royale 2: Impero e pirati
Port Royale 2: Impero e pirati (Port Royale 2) è un videogioco di strategia commerciale e bellica ambientato nel XVI-XVII secolo, subito dopo la scoperta dell'America e in particolare dei Caraibi. Il genere di gioco richiama immediatamente gli strategici in tempo reale, poiché nel gioco bisogna gestire diversi convogli di navi e inoltre si avrà anche la possibilità di creare fabbriche per la produzione di diverse merci, ma non mancano i momenti d'azione come le battaglie navali o i duelli con la spada.
Il 3 agosto Kalypso Media, il detentore delle serie della vecchia Ascaron Entertainment, ha ufficializzato per il 2012 l'uscita del seguito della serie Port Royale, con Port Royale 3; il 13 aprile 2012 ha annunciato la data di pubblicazione del gioco, disponibile dal 7 settembre 2012.

## Modalità di gioco
All'inizio del gioco le città conosciute sono solo quelle nei pressi della città con governatore con cui parte il giocatore, ma avanzando con il gioco e navigando presso la costa si scoprono velocemente tutte le città dei Caraibi.
Lo scopo del gioco è accumulare quanti più beni possibili attraverso il commercio, svolgendo missioni per le varie nazioni, o combattendo con delle navi militari. All'inizio l'unica possibilità di guadagno è il commercio ma, accumulando beni, si potrà investire in navi belliche e armamenti con i quali poter essere assoldati durante le guerre da una nazione ed attaccare le navi nemiche. Ovviamente non mancheranno i pirati che, all'occasione, attaccano e razziano i convogli. La caccia ai pirati rappresenta l'opportunità di ottenere molto oro in modo "legale".

### Le fazioni
Nel gioco sono disponibili quattro fazioni:
- La Spagna: l'Impero dove non tramonta mai il sole, e il rivale che tutte le nazioni dovranno battere.
- L'Inghilterra: l'unica flotta in grado di oscurare la formazione spagnola, contro la quale scatenerà la sua migliore arma, i corsari al soldo della Corona.
- La Francia: una potenza in continua espansione che concentra i propri sforzi nella colonizzazione delle coste della Florida.
- L'Olanda: maestri nella navigazione e nel commercio.

Nel gioco sono disponibili 17 ranghi che rappresenteranno il proprio patrimonio, espresso dalla somma dei dobloni d'oro, navi, edifici, fabbriche e coltivazioni, città fondate e ricompense ottenute. Si inizia dal rango di Mozzo per passare a Lupo di Mare, Navigatore, capitano, ammiraglio e infine al più alto, quello di Signore dei Mari.

### Città
Sono disponibili numerose città, ognuna delle quali produrrà prodotti di prima necessità, materie prime, manifatture, beni coloniali e prodotti di importazione. Ogni fazione avrà, oltre alle città coloniali, anche le città con sedi di governatori o di viceré.
Città sotto il dominio spagnolo
- Sede del Viceré: Port Royale
- Sede dei Governatori: Veracruz, Belize, L'Avana, Cartagena, Margarita
- Colonie: Corpus Christi, Tampico, Villa Hermosa, Campeche, Sisal, Cancún, Roatán, Cayman, Nombre de Dios, Gibara, Santiago, Trinidad, Evangelista, Providence, Santa Marta, Coro, Maracaibo, Gibraltar, Curaçao, Puerto Cabello, Caracas, Puerto Santo, Port of Spain, Georgetown

Città sotto il dominio inglese
- Sede del Viceré: Guadalupa
- Sede del Governatore: San Juan
- Colonie: Tortuga, Isabella, Santo Domingo, Port-au-Prince, St. Thome, St. Martin, St. Kitts, Antigua, Martinica, Saint Lucia, Barbados, Grenada

Città sotto il dominio francese
- Sede del Viceré: Biloxi
- Sede del Governatore: St. Augustine
- Colonie: New Orleans, Port St. Joe, Pensacola, Tampa, Florida Keys, Fort Caroline, Charleston

Città sotto il dominio olandese
- Sede del Viceré: Gran Bahama
- Sede del Governatore: Turk Island
- Colonie: Nassau, Andros, Eleuthera, Cat Island, Charles Town

### Edifici cittadini
- Mercati generali: luogo dove si possono realizzare operazioni commerciali, arruolare marinai ed armare i convogli con armi e munizioni.
- Cantiere navale/Darsena: nel cantiere navale delle città con governatori e con viceré si possono acquistare e vendere navi, ripararle e modificare il nome di un convoglio, mentre nelle colonie si possono fare solo le ultime due opzioni (la darsena è come il cantiere navale di una colonia ma è presente solo nella propria città).
- Palazzo del Viceré/Palazzo del Governatore/Municipio: luogo dove si possono accettare missioni (nelle città con Governatore e Viceré), comprare una patente di corsa (nelle città con Governatore, in quelle con Viceré si possono ottenere gratuitamente solo quando si accettano missioni di conquista di città appartenenti ad un nemico senza averne una), chiedere un prestito o fare una donazione per incrementare le difese di una città.
- Capomastro: persona che può concedere permessi per costruire edifici nella città solo se si disporrà un'esperienza commerciale del 100%.
- Taverna: luogo dove si può assumere un capitano, giocare alla "briscola del pirata" o conversare con personaggi che possono offrire missioni, comprare parti della mappa per trovare un tesoro, prendere dei semplici consigli per trovarlo, o ascoltare storie interessanti.
- Chiesa: luogo dove si può chiedere una benedizione per il convoglio (portando il morale dei marinai al 100%), pregare o fare una donazione per aumentare la propria reputazione nel paese.
- Mercato: luogo dove si possono organizzare feste o scambiare merci con altri commercianti qualora una missione lo prevede.
- Centro della città: offre informazioni riguardanti la reputazione verso il paese della città, i suoi abitanti, i soldati, gli edifici in possesso (o l'esperienza commerciale se non si ha ancora il permesso per costruire edifici) e le risorse che produce (3 prodotti di prima necessità e 2 manifatture nel caso delle città con Governatore e Viceré, 2 prodotti di prima necessità, 2 materie prime e 1 bene coloniale nel caso delle colonie).

### Reputazione
Una buona reputazione in un paese favorirà vantaggi sui prezzi delle merci.
- Amichevole: si potrà incontrare il Viceré (dopo aver raggiunto il rango di Nostromo) e si otterranno i prezzi migliori sulle merci
- Favorevole: ammissione al cospetto di Governatore o Capomastro
- Impopolare: prezzi peggiori nei Mercati Generali
- Ostile: non si è autorizzati ad attraccare ai porti, la flotta militare ha l'ordine di attaccare e si diventa ricercati.

Nel caso il giocatore abbia una flotta particolarmente potente, i convogli militari nemici non attaccheranno la flotta del giocatore neanche se ci saranno relazioni ostili.

### Convogli in navigazione
I convogli di navigazione presentano una bandiera della loro nazione su sfondo colorato: giallo se è commerciale, bianco se è da trasporto e rosso se è militare. La bandiera dei pirati è sempre un convoglio pirata
Dato che i convogli da trasporto provengono dall'Europa, risulta più facile incrociarli se ci si trova nelle acque dell'Oceano Atlantico. Inoltre tali convogli trasportano principalmente risorse preziose (e non producibili con alcun edificio nel nuovo mondo) come gli attrezzi, il vino e le spezie.

### Alla deriva
Durante la navigazione è possibile incontrare diversi oggetti alle deriva:
- Tesori: oro e ricchezze dal valore inestimabile.
- Bottiglie di Rum: contengono messaggi e indizi fondamentali per compiere le missioni, oppure pezzi di mappe per trovare i tesori.
- Naufraghi: vittime di una catastrofe disposte a offrire una ricompensa a chi li porterà sulla terraferma.
- Relitti: resti di vascelli naufragati che contengono oggetti di grande valore.
- Manufatti Nautici: 20 marchingegni in bauli alla deriva per ottenere una nave in grado di sfidare i venti (Fregata a Vapore).

### Imprevisti
Durante il gioco appariranno delle icone che indicheranno cosa sta accadendo in un punto della mappa, come la Flotta del Tesoro Spagnolo, la scoperta di una miniera d'oro, l'eccesso o la carenza di coloni, la contaminazione degli alimenti, una città sotto attacco o divenuta ostile, l'arrivo di una carestia, di un'epidemia o di una tempesta, un'infestazione di topi, la carenza di merci o un sabotaggio.
Se il giocatore riesce a sconfiggere la Flotta del Tesoro Spagnolo, oltre alle navi catturate riceve anche un premio in dobloni.

### Diventare "Signore dei Mari"
L'obiettivo del gioco è di acquisire quanti più beni possibile e raggiungere il rango di Signore dei Mari (raggiungibile ottenendo un patrimonio di 60 milioni di dobloni) e, come detto prima, ci sono molti modi per accumulare ricchezza.
Il primo è il più semplice, ma anche il più lento: il commercio di beni tra città e città. Nella città di partenza si acquistano in genere le merci prodotte dalla città stessa (perché usualmente in sovrabbondanza e quindi ad un prezzo inferiore) e poi, muovendosi di città in città, si vendono le merci comprate nelle città in cui v'è carenza (quindi ad un prezzo di vendita maggiore), così da aumentare il proprio patrimonio.
Guadagnato abbastanza oro da salire di rango e da riuscire ad armare la propria nave, si potrà accedere alle missioni date dai governatori delle città. Le missioni più usuali sono quelle di ricerca e di salvataggio di naufraghi. Avanzando nel gioco compariranno man mano sempre più pirati, che costituiscono la parte più remunerativa del gioco. Tutte le merci e le navi che questi rubano dai vari convogli mercantili (che anche i giocatori possono attaccare, inimicandosi però le nazioni di appartenenza dei convogli) si possono acquisire onestamente sconfiggendo i pirati con battaglie navali o assaltando le loro basi sulla costa. La caccia ai pirati è la parte più remunerativa in quanto i beni maggiori presenti nel gioco sono le navi e cacciando i pirati si possono depredare le navi senza inimicarsi nessuna nazione, e anzi la reputazione nei confronti di tutte le nazioni salirà notevolmente nel farlo.
C'è la possibilità inoltre di produrre le merci nelle città: ottenuto un permesso di costruzione si possono costruire varie fabbriche e quindi vendere direttamente in città i prodotti, oppure (molto più remunerativo) scegliere di caricarli sulle navi così da venderli nelle città in cui c'è carenza di prodotti.

### Ottenere una propria città
Nel gioco spesso le nazioni entrano in guerra. Quando due nazioni entrano in conflitto c'è la possibilità di conquistare le città per l'una o per l'altra nazione. Diventando un corsaro si può infatti conquistare una città per la propria nazione; se il giocatore conquista due città, il viceré della nazione per cui si combatte gli offrirà uno spazio su cui edificare la propria città. Costruire una città è molto dispendioso, ma in compenso si ha una base su cui attraccare, e da quel momento in poi si può scegliere la via della pirateria, avendo una base da cui partire, rifugiarsi e riparare le navi senza nessun costo.

## Navi presenti nel gioco
Navi acquistabili
Queste navi sono presenti nel gioco e si possono trovare nei cantieri navali delle città.
- Pinaccia: equipaggio: 30, capacità di carico: 60, Cannoni: 8, Velocità controvento: 6 nodi, velocità sottovento: 10 nodi, manovrabilità: 100%, prezzo: 10.000;
- Sloop: equipaggio: 40, capacità di carico: 60, cannoni: 14, velocità controvento: 6 nodi, velocità sottovento: 11 nodi, manovrabilità: 100%, prezzo: 15.000;
- Brigantino: equipaggio: 50, capacità di carico: 80, cannoni: 16, velocità controvento: 5 nodi, velocità sottovento: 11 nodi, manovrabilità: 95%, prezzo: 20.000;
- Brigantino a palo: equipaggio: 60, capacità di carico: 80, cannoni: 20, velocità controvento: 5 nodi, velocità sottovento: 12 Nodi; manovrabilità: 90%, prezzo: 30.000;
- Flute: equipaggio: 80, capacità di carico: 200, cannoni: 16, velocità controvento: 4 Nodi, velocità sottovento: 10 Nodi, manovrabilità: 80%, prezzo: 40.000;
- Corvetta: equipaggio: 80, capacità di carico: 140, cannoni: 22, velocità controvento: 5 nodi, velocità sottovento: 12 nodi, manovrabilità: 80%, prezzo:60.000;
- Fregata: equipaggio: 100, capacità di carico: 160, cannoni: 26, velocità controvento: 5 nodi, velocità sottovento: 11 nodi, manovrabilità: 80%, prezzo: 70.000;

Navi rare e acquistabili solo in alcuni porti
- Corvetta militare (disponibile solo nei cantieri delle città con Viceré o Governatore francesi): equipaggio: 120, capacità di carico: 120, cannoni: 32, velocità controvento: 5 Nodi, velocità sottovento: 14 nodi, manovrabilità: 85%, prezzo: 100.000;
- Galeone (disponibile solo nei cantieri delle città con Viceré o Governatore spagnoli): equipaggio: 120, capacità di carico: 180, cannoni: 36, velocità controvento: 4 nodi, velocità sottovento: 10 nodi, manovrabilità: 75%, prezzo: 110.000;
- Flute mercantile (disponibile solo nei cantieri delle città con Viceré o Governatore olandesi): equipaggio: 100, capacità di carico: 250, cannoni: 8, velocità controvento: 5 Nodi, velocità sottovento: 10 nodi, manovrabilità: 70%, prezzo:60.000;
- Fregata militare (disponibile solo nei cantieri delle città con Viceré o Governatore inglesi): equipaggio: 120, capacità di carico: 140, cannoni: 40, velocità controvento: 5 nodi, velocità sottovento: 13 Nodi, manovrabilità: 85%, prezzo: 120.000;

Navi non acquistabili in nessun porto
Queste navi non sono presenti nei cantieri navali delle città, e le si possono ottenere soltanto catturandole nei combattimenti in mare aperto con altri convogli (che non siano commerciali).
- Brigantino a palo pirata (pirati o cacciatori di taglie): equipaggio: 80, capacità di carico: 80, cannoni: 24, velocità controvento: 5 Nodi, velocità sottovento: 13 nodi, manovrabilità: 85%;
- Galeone da guerra (Spagna): equipaggio: 180, capacità di carico: 160, cannoni: 46, velocità controvento: 5 Nodi, velocità sottovento: 13 nodi, manovrabilità: 75%;
- Caravella (Francia): equipaggio: 160, capacità di carico: 160, cannoni: 40, velocità controvento: 5 Nodi, velocità sottovento: 12 nodi, manovrabilità: 80%;
- Caracca (Olanda): equipaggio: 140, capacità di carico: 140, cannoni: 40, velocità controvento: 5 nodi, velocità sottovento: 12 nodi, manovrabilità: 80%;
- Nave di linea (Inghilterra): equipaggio: 200, capacità di carico: 170, cannoni: 50, velocità controvento: 3 nodi, velocità sottovento: 14 nodi, manovrabilità: 65%;

Nave bonus
Si può ottenere solo trovando i 20 manufatti rari sparsi per i Caraibi e portandoli alla propria moglie, la quale segnerà al giocatore il luogo dove trovarla (la posizione dei manufatti e della nave non è mai la stessa).
- Fregata a vapore: equipaggio: 120, capacità di carico: 140, cannoni: 40, velocità controvento: 6 nodi, velocità sottovento: 14 Nodi, manovrabilità: 100%

## Accoglienza
| Testata                          | Giudizio |
| -------------------------------- | -------- |
| Metacritic (media al 30-11-2021) | 75/100   |
| CGW                              | 3,5/5    |
| GamesMaster                      | 60%      |
| GameSpy                          | 4/5      |
| GameSpot                         | 8,3/10   |
| GameZone                         | 7,4/10   |
| IGN                              | 7,5/10   |
| Jeuxvideo.com                    | 10/20    |
| PC Format                        | 71%      |
| PC Gamer (US)                    | 60%      |
| PC Zone                          | 75%      |

Port Royale 2 ha ricevuto un'accoglienza "generalmente favorevole" stando alle 20 recensioni aggregate sul sito web Metacritic. PC Format lo ha trovato poco notevole, ritenendolo "...un buon passatempo che però invecchia in fretta", mentre IGN lo ha dichiarato "solido ma per nulla notevole", ed essendo esso a epilogo libero, è stato ritenuto "[un gioco] di buon valore di rigiocabilità in quanto puoi intraprendere diversi tipi di carriera." Ron Dulin di Computer Gaming World lo ha lodato dichiarandolo "un'esperienza sempre coinvolgente", non apprezzandone però la lentezza iniziale.
Il gioco ha ricevuto un premio "Gold" (Oro) dalla Asociación Española de Distribuidores y Editores de Software de Entretenimiento grazie alle sue oltre 40 000 copie vendute nei primi 12 mesi.